# Australian Professional Championship 1972
Die Australian Professional Championship 1972 war ein professionelles Snookerturnier zur Ermittlung des australischen Profimeisters, das vom 19. September bis zum 23. November 1972 in den Räumlichkeiten von Hieron and Smith in Sydney ausgetragen wurde. Eddie Charlton verteidigte im Finale seinen Titel gegen Gary Owen; das höchste Break war eine 137 von Alan McDonald.

## Turnierverlauf
Es nahmen neun Spieler teil, die zunächst mit einer Gruppenphase begannen. Alle Spiele gingen dort über 21 Frames, bei manchen sind auch Ergebnisse mit weniger Frames verzeichnet. Die beiden Gruppenbesten zogen ins Halbfinale, in einem Fall musste ein Play-off die Entscheidung bringen. Ab dem Halbfinale wurde der Turniersieger im K.-o.-System entschieden.

### Gruppenphase
Gruppe 1
Das Ergebnis eines Gruppenspiels ist unbekannt, würde aber in keinem Falle etwas an den ersten beiden Positionen der Abschlusstabelle verändern.
| Pos. | Spieler        | Partien | S | N | Frames | Diff. |
| ---- | -------------- | ------- | - | - | ------ | ----- |
| 1    | Eddie Charlton | 3       | 3 | 0 | 46:17  | +29   |
| 2    | Gary Owen      | 3       | 2 | 1 | 26:20  | +6    |
| 3?   | Norman Squire  | 2       | 0 | 2 | 10:26  | −16   |
| 4?   | Newton Gahan   | 2       | 0 | 2 | 6:25   | −19   |

| Spiel | Spieler 1      | Ergebnis | Spieler 2     |
| ----- | -------------- | -------- | ------------- |
| 1     | Eddie Charlton | 912:912  | Gary Owen     |
| 2     | Eddie Charlton | 417:417  | Norman Squire |
| 3     | Eddie Charlton | 417:417  | Newton Gahan  |
| 4     | Gary Owen      | 28:28    | Newton Gahan  |
| 5     | Gary Owen      | 69:69    | Norman Squire |
| 6     | Norman Squire  | –:–      | Newton Gahan  |

Gruppe 2
Wegen Punktgleichheit mussten die Top 3 in ein Play-off.
| Pos. | Spieler        | Partien | S | N | Frames | Diff. |
| ---- | -------------- | ------- | - | - | ------ | ----- |
| 1    | Paddy Morgan   | 4       | 3 | 1 | 46:29  | +17   |
| 2    | Alan McDonald  | 4       | 3 | 1 | 37:28  | +9    |
| 3    | Warren Simpson | 4       | 3 | 1 | 42:38  | +4    |
| 4    | Rex King       | 3       | 0 | 3 | 22:36  | −14   |
| 5    | Ian Anderson   | 3       | 0 | 3 | 11:33  | −22   |

| Spiel | Spieler 1     | Ergebnis | Spieler 2    |
| ----- | ------------- | -------- | ------------ |
| 1     | Alan McDonald | 611:611  | Rex King     |
| 2     | Alan McDonald | 211:211  | Ian Anderson |
| 3     | Alan McDonald | 911:911  | Paddy Morgan |
| 4     | Paddy Morgan  | 711:711  | Rex King     |
| 5     | Paddy Morgan  | 511:511  | Ian Anderson |

| Spiel | Spieler 1      | Ergebnis  | Spieler 2      |
| ----- | -------------- | --------- | -------------- |
| 6     | Paddy Morgan   | 615:615   | Warren Simpson |
| 7     | Warren Simpson | 411:411   | Ian Anderson   |
| 8     | Warren Simpson | 914:914   | Rex King       |
| 9     | Warren Simpson | 1011:1011 | Alan McDonald  |
| 10    | Ian Anderson   | –:–       | Rex King       |

Play-Off Gruppe 2
| Pos. | Spieler        | Partien | S | N | Frames | Diff. |
| ---- | -------------- | ------- | - | - | ------ | ----- |
| 1    | Paddy Morgan   | 2       | 2 | 0 | 9:6    | +3    |
| 2    | Warren Simpson | 2       | 1 | 1 | 7:7    | ±0    |
| 3    | Alan McDonald  | 2       | 0 | 2 | 6:9    | −3    |

| Spiel | Spieler 1      | Ergebnis | Spieler 2      |
| ----- | -------------- | -------- | -------------- |
| 1     | Paddy Morgan   | 35:35    | Alan McDonald  |
| 2     | Paddy Morgan   | 34:34    | Warren Simpson |
| 3     | Warren Simpson | 34:34    | Alan McDonald  |

### Finalrunde
|  | Halbfinale Best of 21 Frames | Halbfinale Best of 21 Frames |                |           | Finale Best of 29 Frames | Finale Best of 29 Frames |
|  |                              |                              |                |           |                          |                          |
|  |                              |                              |                |           |                          |                          |
|  | Eddie Charlton               | 16                           |                |           |                          |                          |
|  | Warren Simpson               | 5                            |                |           |                          |                          |
|  |                              |                              | Eddie Charlton | 19        |                          |                          |
|  |                              |                              |                | Gary Owen | 10                       |                          |
|  | Paddy Morgan                 | 10                           |                |           |                          |                          |
|  | Gary Owen                    | 11                           |                |           |                          |                          |
|  |                              |                              |                |           |                          |                          |

## Century Breaks
Zwei Spieler spielten je ein Century Break:
- Alan McDonald: 137
- Warren Simpson: 100